# 伍德拉夫 (南卡罗来纳州)
伍德拉夫（英文：Woodruff），是美国南卡罗来纳州下属的一座城市。城市类型是“City”。其面积大约为3.93平方英里（10.19平方公里）。根据2010年美国人口普查，该市有人口4,090人，人口密度约为每平方 英里1,039.92人（约合每平方公里401.53人）。